# Afonso Pena
Afonso Augusto Moreira Pena (Santa Bárbara, 30 de novembre de 1847 — Rio de Janeiro, 14 de juny de 1909) va ser un polític brasiler, president del Brasil entre el 15 de novembre de 1906 i la data de la seva mort. Abans de la carrera política, va ser advocat i jurista.

## Biografia

### Inici de carrera
Graduat en Dret per la Facultat de Dret de São Paulo en 1870, Afonso Pena va ser un dels fundadors i director, en 1892, de la "Facultat Lliure de Dret" de Minas Gerais, actual Facultat de Dret de la Universitat Federal de Minas Gerais (UFMG). Va exercir el mandat de diputat per l'estat de Minas Gerais en 1874.
Els anys següents, mentre es mantenia com a diputat, també va ocupar alguns ministeris: de la Guerra (1882), de l'Agricultura, Comerç i Obres Públiques (1883 i 1884), i de la Justícia (1885). Afonso Pena i Rodrigues Alves, el seu company de facultat, van ser els dos presidents de la república que van ser abans consellers de l'Imperi de Brasil. És l'únic membre del Gabinet Imperial de Pere II que va arribar a President de la República de Brasil.
Afonso Pena va presidir a continuació l'Assemblea Constituent de Minas Gerais en els primers anys de la república.

### Governador de Minas Gerais i vicepresident de la República
Va ser governador de l'estat de Minas Gerais entre 1892 i 1894, sent el primer governador de Minas Gerais a ser triat pèl vot directe. Va ser durant el seu govern que es va decidir pel canvi de la capital de l'estat, d'Ouro Preto al poble de Curral d'El Rey, avui Belo Horizonte. Va ser president del Banco do Brasil, de 1895 a 1898 i després senador per Minas Gerais.
En 1 de març de 1902, Rodrigues Alves va ser elegit president de la República tenint Francisco Silviano de Almeida Brandão com el seu vicepresident. Silviano Brandão va morir al setembre de 1902, abans de la seva possessió. Per ocupar el seu lloc, Afonso Pena va ser triat vicepresident, el 18 de març de 1903, i es va tornar vicepresident el 23 de juny de 1903.

### En la presidència de la República
Afonso Pena va ser elegit president de la república, en 1 de març de 1906, obtenint a gairebé totalitat de vots. Va obtenir 288.285 vots contra 4.865 vots de Lauro Sodré i 207 vots de Rui Barbosa. Nilo Peçanha va ser triat, en la mateixa data, el seu vicepresident.
Pena va morir durant el seu mandat, el 14 de juny de 1909, per una forta pneumònia. Peçanha va ocupar la presidència fins al final de la legislatura, el 15 de novembre de 1910.